# Герман Биллунг
Герман Биллунг (нем. Hermann Billung; ок. 915—27 марта 973) — маркграф Вендской марки (в нижнем течении Эльбы; 936—973), герцог Саксонии (961—973).

## Биография

### Правление
Когда сразу же после смерти в 936 году короля Генриха Птицелова восстали ратари, его преемник Оттон I не выступил лично против мятежников, а послал во главе войска представителя знатного саксонского рода Германа Биллунга. Тому удалось быстро возвратить ротарей в зависимое состояние, что и послужило важным доводом в пользу назначения его в том же году маркграфом на Нижней Эльбе, в областях славянских племен ротарей, ободритов и вагриев, а также датчан.
Однако брат Германа Вихман почувствовал себя обойденным и в знак протеста покинул королевское войско.
Герман вместе с маркграфом Геро был одной из главных опор императора Оттона I на востоке Германии. В 50-е годы X века маркграфы Геро и Герман Биллунг, иногда совместно с Оттоном I, предпринимали военные походы с целью сломить сопротивление славян, завершить их покорение и христианизацию и вместе с тем преодолеть оппозицию знати в собственной стране.
Эта борьба началась с похода Геро в 954 году против укрян. Они были покорены («В тот год Геро одержал славную победу над славянами… Добыча была взята огромная, и в Саксонии поднялось великое ликование», — пишет Видукинд), однако вскоре выяснилось, что их выступление было лишь прелюдией к более массовому восстанию, в котором особенно активное участие приняли ободриты, подвластные маркграфу Герману Биллунгу. Они воспользовались критической ситуацией, в которой оказался Оттон I в результате мятежа нескольких герцогов, недовольных его централизаторской политикой (восстание Лиудольфа 953/954 годов), и возобновившимися опустошительными набегами венгров. Сыновья умершего в 944 году Вихмана Старшего Вихман Младший и Экберт Одноглазый, недовольные своим дядей Германом Биллунгом, вступили против него в союз с вождями ободритов, Наконом и Стойгневом. В начале 955 года маркграф предпринял поход против ободритов, но не добился успеха. «Убив до сорока воинов и захватив доспехи с убитых, — пишет Видукинд, — Герман отступил».
В апреле 955 года ободриты под предводительством Вихмана вторглись в Саксонию. И на этот раз войску Германа Биллунга оказалось не под силу дать отпор противнику. Какой-то саксонский город, местоположение которого неизвестно, поименованный хронистом как Кокаресцемий, был захвачен, его гарнизон перебит, а женщины и дети уведены в неволю. Положение еще больше обострилось после того, как немецкий отряд под командованием графа Дитриха, предпринявший вылазку на славянскую территорию, застрял в болоте, так что, пишет Видукинд, «не было возможности ни сражаться, ни обратиться в бегство». От рук славян тогда погибли 50 тяжеловооруженных всадников. Эти военные успехи вдохновили ободритов в 955 году на массовое восстание, к которому присоединились и вильчане.
16 октября 955 года на территории ободритов у реки Раксы (Рекниц) произошло сражение, закончившееся жестоким поражением славян. Их предводитель князь Стойгнев был убит, а голова его выставлена на позор в поле; около 700 пленных победители обезглавили. Князь ободритов Након после гибели брата покорился немцам, а Вихман бежал к западным франкам, где продолжил вынашивать планы реванша. В результате битвы на Раксе восстание славян было подавлено.
В 967 году на Эльбе опять начались военные действия, после того как князь ободритов Мстивой, пришедший на смену умершему князю Накону, вступил в конфликт с Желибором, князем племени вагриев. Последний обратился с жалобой к Герману Биллунгу. Герцог рассудил спор, приговорив Желибора к уплате штрафа в размере 15 марок серебра, однако тот не подчинился, предпочтя взяться за оружие. В конфликт оказался замешан мятежник Вихман, который воспользовался случаем для выступления против своего заклятого врага Германа Биллунга, однако опять безуспешно. Князь вагриев потерпел поражение и вынужден был передать власть над племенем сыну, признавшему над собой верховенство Мстивоя. Вихману опять пришлось бежать — на сей раз к волинянам, населявшим остров Волин.
О влиятельности Германа Биллунга свидетельствует Титмар Мерзебургский: Во время 3-го похода императора Оттона в Италию (в 966—972 гг) магдебургский архиепископ Адальберт принял с королевскими почестями саксонского герцога Германа Биллунга. Оттон, узнав об этом, увидя в этом умаление собственного королевского достоинства, наложил на прелата большой штраф: за каждый звонивший в честь герцога колокол, а также за каждую горевшую в честь этого торжества люстру архиепископ должен был уплатить по одной лошади. «Выполняя императорское повеление, архиепископ как только мог, через своих послов пытался оправдаться. А названный граф был настолько смышлён, что легче прочих князей умел смягчать гнев цезаря и, поскольку был его родственником, прочно удерживал милость императора вплоть до конца своей жизни. Наградив золотой цепью, император отпустил его домой, на радость его друзьям и к огорчению врагов».
Герман умер в Кведлинбурге. Тело его было доставлено его сыном Бернгардом в Люнебург. Там Бернгард просил у епископа Бруно Верденского дать отпущение грехов и разрешение похоронить тело отца в церкви. Но его просьба не была исполнена.

### Брак и дети
Жена: 1) Ода ; 2) Хильдегарда фон Вестербург
Дети:
- Матильда (ок.944 — 1008)
- Сванхильда (ум. 1014)
- Бернхард I (ок. 950—1011), герцог Саксонии
- Лиутгер (ум. 1011)